# George Casella
George Casella (The Bronx, 22 gennaio 1951 – Gainesville, 17 gennaio 2012) è stato uno statistico statunitense.

## Biografia
Casella completò la sua formazione universitaria presso la Fordham University e la laurea presso la Purdue University. Fece parte della facoltà della Rutgers University, della Cornell University e della University of Florida. I suoi contributi si sono concentrati sull'area delle statistiche, compresi i metodi Monte Carlo, la selezione dei modelli e l'analisi genomica. Era particolarmente attivo nei metodi bayesiani ed empirici di Thomas Bayes, con opere che si collegavano al fenomeno Stein, sulla valutazione e accelerazione della convergenza dei metodi MCMC. È morto per mieloma multiplo.